# Lista utworów Basshuntera

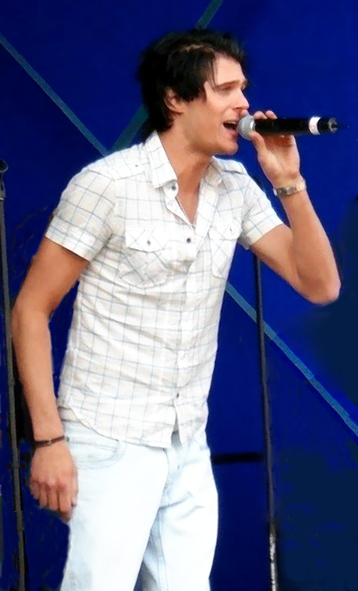
Basshunter podczas koncertu w Halmstad (20 kwietnia 2008)

Lista utworów Basshuntera – zawiera utwory napisane i wykonane przez szwedzkiego muzyka eurodance. Na liście uwzględniono utwory, które ukazały się w formacie fizycznym, jak i cyfrowym oraz zostały zarejestrowane w Broadcast Music Incorporated (BMI) i/lub w Amerykańskim Stowarzyszeniu Kompozytorów, Autorów i Wydawców (American Society of Composers, Authors and Publishers, w skrócie ASCAP), a także kompozycje, które nie zostały wydane.
Lista zawiera ponad siedemdziesiąt utworów z albumów studyjnych, minialbumu i singli wydawanych od 2004 roku.

## Piosenki
| Tytuł                                             | Rok  | Album                                        | Źródła               |
| ------------------------------------------------- | ---- | -------------------------------------------- | -------------------- |
| „The Bassmachine”                                 | 2004 | The Bassmachine                              | [ 1 ]                |
| „The Big Show”                                    | 2004 | The Bassmachine                              | [ 2 ]                |
| „The True Sound”                                  | 2004 | The Bassmachine                              | [ 3 ]                |
| „Train Station”                                   | 2004 | The Bassmachine                              | [ 4 ]                |
| „Contact by Bass”                                 | 2004 | The Bassmachine                              | [ 5 ]                |
| „Syndrome de Abstenencia”                         | 2004 | The Bassmachine                              | [ 6 ]                |
| „The Warpzone”                                    | 2004 | The Bassmachine                              | [ 7 ]                |
| „Bass Worker”                                     | 2004 | The Bassmachine                              | [ 8 ]                |
| „Transformation Bass”                             | 2004 | The Bassmachine                              | [ 9 ]                |
| „Festfolk”                                        | 2004 | The Bassmachine                              | [ 10 ]               |
| „In Da Club 2004”                                 | 2004 | –                                            | [ 11 ]               |
| „Här kommer Lennart”                              | 2006 | The Old Shit                                 | [ 12 ]               |
| „Counterstrike the Mp3"                           | 2006 | The Old Shit                                 | [ 13 ]               |
| „Smells Like Blade”                               | 2006 | The Old Shit                                 | [ 14 ]               |
| „Stay Alive”                                      | 2006 | The Old Shit                                 | [ 15 ]               |
| „Storm of Fantasy”                                | 2006 | The Old Shit                                 | [ 16 ]               |
| „The Celtic Harmony & the Chilling Acid”          | 2006 | The Old Shit                                 | [ 17 ]               |
| „The Night”                                       | 2006 | The Old Shit                                 | [ 18 ]               |
| „T-Rex” [Jurassic Park]                           | 2006 | The Old Shit                                 | [ 19 ]               |
| „Waiting for the Moon”                            | 2006 | The Old Shit                                 | [ 20 ]               |
| „MoonTrip”                                        | 2006 | The Old Shit                                 | [ 21 ]               |
| „Welcome to Rainbow”                              | 2006 | Now You’re Gone – The Album                  | [ 22 ]               |
| „Boten Anna”                                      | 2006 | LOL <(^^,)>                                  | [ 23 ]               |
| „Vi sitter i Ventrilo och spelar DotA” lub „DotA” | 2006 | LOL <(^^,)>                                  | [ 24 ]               |
| „Strand Tylösand”                                 | 2006 | LOL <(^^,)>                                  | [ 25 ]               |
| „Sverige”                                         | 2006 | LOL <(^^,)>                                  | [ 26 ]               |
| „Hallå där” lub „Hello There”                     | 2006 | LOL <(^^,)>                                  | [ 27 ]               |
| „Mellan oss två”                                  | 2006 | LOL <(^^,)>                                  | [ 28 ]               |
| „Var är jag” lub „GPS”                            | 2006 | LOL <(^^,)>                                  | [ 29 ]               |
| „Utan stjärnorna” lub „Without Stars”             | 2006 | LOL <(^^,)>                                  | [ 30 ]               |
| „Festfolk” (2006 Remix)                           | 2006 | LOL <(^^,)>                                  | [ 31 ]               |
| „Vifta med händerna” lub „Throw Your Hands up”    | 2006 | LOL <(^^,)>                                  | [ 32 ]               |
| „Professional Party People”                       | 2006 | LOL <(^^,)>                                  | [ 33 ]               |
| „I’m Your Basscreator”                            | 2006 | LOL <(^^,)>                                  | [ 34 ]               |
| „Russia Privjet”                                  | 2006 | LOL <(^^,)>                                  | [ 35 ]               |
| „We Are the Waccos”                               | 2006 | LOL <(^^,)>                                  | [ 36 ]               |
| „The Beat” lub „Evil Beat”                        | 2006 | LOL <(^^,)>                                  | [ 37 ]               |
| „Between the Two of Us”                           | 2006 | LOL <(^^,)>                                  | [ 36 ]               |
| „Jingle Bells”                                    | 2006 | LOL <(^^,)>                                  | [ 38 ]               |
| „Camilla”                                         | 2007 | –                                            | [ 39 ]               |
| „Now You’re Gone”                                 | 2007 | Now You’re Gone – The Album                  | [ 40 ]               |
| „Beer in the Bar”                                 | 2008 | LOL <(^^,)>                                  | [ 41 ]               |
| „All I Ever Wanted”                               | 2008 | Now You’re Gone – The Album                  | [ 42 ] [ 43 ]        |
| „Please Don’t Go”                                 | 2008 | Now You’re Gone – The Album                  | [ 44 ]               |
| „I Miss You”                                      | 2008 | Now You’re Gone – The Album                  | [ 45 ] [ 46 ]        |
| „Angel in the Night”                              | 2008 | Now You’re Gone – The Album                  | [ 47 ]               |
| „In Her Eyes”                                     | 2008 | Now You’re Gone – The Album                  | [ 48 ] [ 49 ]        |
| „Love You More”                                   | 2008 | Now You’re Gone – The Album                  | [ 50 ]               |
| „Camilla”                                         | 2008 | Now You’re Gone – The Album                  | [ 51 ]               |
| „Dream Girl”                                      | 2008 | Now You’re Gone – The Album                  | [ 52 ]               |
| „I Can Walk on Water”                             | 2008 | Now You’re Gone – The Album                  | [ 53 ]               |
| „Basscreator”                                     | 2008 | Now You’re Gone – The Album                  | [ 54 ]               |
| „Musikhjälpen”                                    | 2008 | –                                            | [ 55 ] [ 56 ] [ 57 ] |
| „Walk on Water”                                   | 2009 | Now You’re Gone – The Album (Deluxe Edition) | [ 58 ]               |
| „Every Morning”                                   | 2009 | Bass Generation                              | [ 59 ] [ 60 ]        |
| „I Promised Myself”                               | 2009 | Bass Generation                              | [ 61 ] [ 62 ] [ 63 ] |
| „Why”                                             | 2009 | Bass Generation                              | [ 64 ]               |
| „I Can’t Deny”                                    | 2009 | Bass Generation                              | [ 65 ]               |
| „Don’t Walk Away”                                 | 2009 | Bass Generation                              | [ 66 ]               |
| „I Still Love”                                    | 2009 | Bass Generation                              | [ 67 ]               |
| „Day & Night”                                     | 2009 | Bass Generation                              | [ 68 ]               |
| „I Will Learn to Love Again”                      | 2009 | Bass Generation                              | [ 69 ]               |
| „Far from Home”                                   | 2009 | Bass Generation                              | [ 70 ]               |
| „I Know U Know”                                   | 2009 | Bass Generation                              | [ 71 ]               |
| „On Our Side”                                     | 2009 | Bass Generation                              | [ 72 ] [ 73 ]        |
| „Can You”                                         | 2009 | Bass Generation                              | [ 74 ] [ 75 ]        |
| „Plane to Spain”                                  | 2009 | Bass Generation                              | [ 76 ]               |
| „Numbers”                                         | 2009 | Bass Generation                              | [ 77 ] [ 78 ]        |
| „Camilla” (Swedish Version)                       | 2009 | Bass Generation                              | [ 79 ]               |
| „Saturday”                                        | 2010 | Calling Time                                 | [ 80 ]               |
| „Fest i hela huset” (feat. Big Brother)           | 2011 | Calling Time                                 | [ 80 ]               |
| „Northern Light”                                  | 2012 | Calling Time                                 | [ 80 ]               |
| „Dream on the Dancefloor”                         | 2012 | Calling Time                                 | [ 80 ]               |
| „Crash & Burn”                                    | 2013 | Calling Time                                 | [ 81 ]               |
| „Wake Up Beside Me” [feat. Dulce María]           | 2013 | Calling Time                                 | [ 80 ]               |
| „Calling Time”                                    | 2013 | Calling Time                                 | [ 80 ]               |
| „Far Away”                                        | 2013 | Calling Time                                 | [ 80 ]               |
| „I’ve Got You Now”                                | 2013 | Calling Time                                 | [ 80 ]               |
| „You’re Not Alone”                                | 2013 | Calling Time                                 | [ 80 ]               |
| „Rise My Love”                                    | 2013 | Calling Time                                 | [ 80 ]               |
| „Pitchy”                                          | 2013 | Calling Time                                 | [ 80 ]               |
| „I Came Here to Party”                            | 2013 | Calling Time                                 | [ 80 ]               |
| „Dirty” [feat. Sandra]                            | 2013 | Calling Time                                 | [ 80 ]               |
| „Lawnmover to Music”                              | 2013 | Calling Time                                 | [ 80 ]               |
| „Open Your Eyes”                                  | 2013 | Calling Time                                 | [ 82 ]               |
| „Elinor”                                          | 2013 | –                                            | [ 83 ]               |
| „Masterpiece”                                     | 2018 | –                                            | [ 84 ]               |

### Legenda
|  | Utwory zarejestrowane w Broadcast Music Incorporated (BMI). |
|  | Utwory zarejestrowane w Amerykańskim Stowarzyszeniu Kompozytorów, Autorów i Wydawców (American Society of Composers, Authors and Publishers, w skrócie ASCAP). |
|  | Utwory zarejestrowane w Amerykańskim Stowarzyszeniu Kompozytorów, Autorów i Wydawców i Broadcast Music Incorporated.                                           |
|  | Utwory niezarejestrowane w organizacjach zbiorowego zarządzania prawami autorskimi lub prawami pokrewnymi.                                                     |